# Stabat Mater (arte)

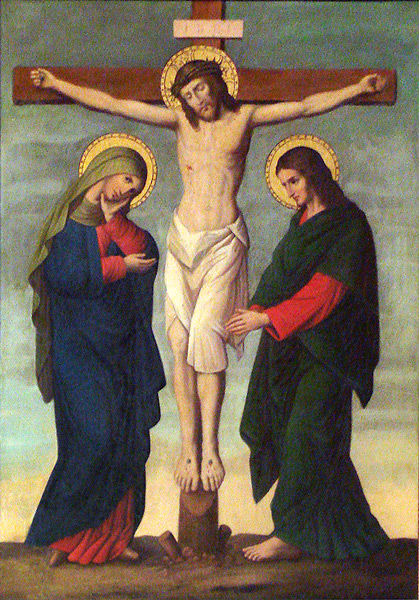
Stabat Mater, Porto Alegre, Brasil, século XIX

Stabat Mater (latim para "a mãe estava de pé") é uma representação da crucificação de Jesus Cristo na arte em que a Virgem Maria é retratada sob a cruz durante este evento. Nessas representações, a Virgem Maria está quase sempre de pé do lado direito do corpo de seu filho Jesus na Cruz, com São João Apóstolo de pé à esquerda.
Teologicamente a cena é muito significativa, pois, foi neste momento que, segundo os evangelhos, Jesus teria dito, segundo São João (19: 26-27), as seguintes palavras: "Ora Jesus, vendo ali sua mãe, e que o discípulo a quem ele amava estava presente, disse a sua mãe — Mulher, eis aí o teu filho. Depois disse ao discípulo — Eis aí tua mãe. E desde aquela hora o discípulo a recebeu em sua casa".
Stabat Mater é uma das três representações artísticas comuns de uma Virgem Maria dolorosa, sendo as outras duas "Mater Dolorosa" (Mãe das Dores) e "Pietà". Nas representações do Stabat Mater, a Virgem Maria é representada como um ator e espectador na cena, um emblema místico da fé no Salvador Crucificado, uma figura ideal ao mesmo tempo a mãe de Cristo e a Igreja personificada.
Esta representação da cena crucificação é distinta daquela de "Cristo na Cruz", na qual o Cristo crucificado é representado sozinho. Também difere de outras representações com várias figuras, além de Maria e João: as Santas Mulheres, os soldados romanos, os dignitários judeus, o Bom ladrão e o Mau ladrão crucificados com Jesus.

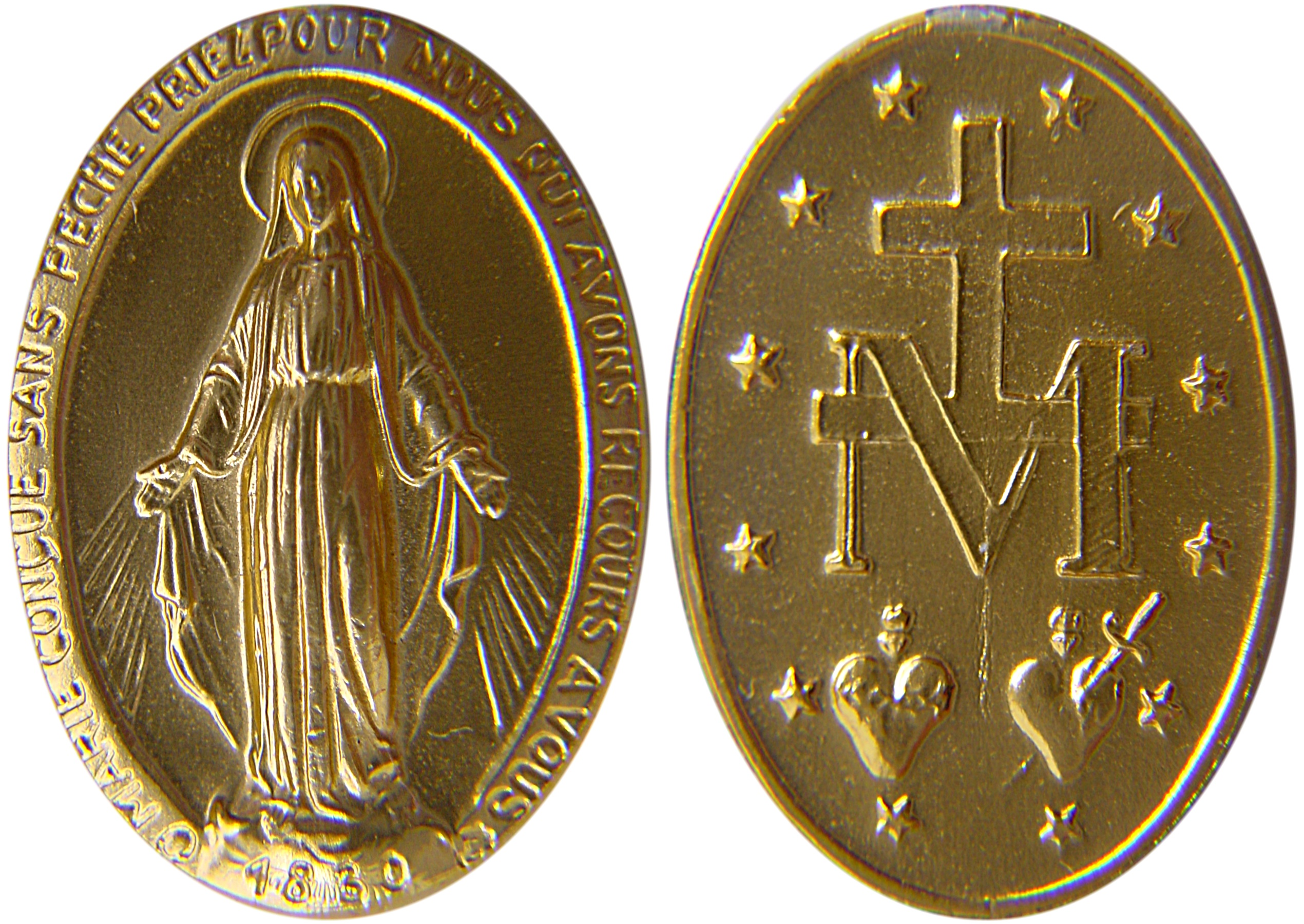
A Medalha Milagrosa

Esta característica contrasta com o tema do desmaio da Virgem, em que a Virgem desmaia aos pés da cruz. Não há menção, entretanto, nos evangelhos canônicos de que tal fato tenha ocorrido.
O conceito também está presente em outros desenhos, por exemplo, a Medalha Milagrosa e a mais geral Cruz Mariana. A Medalha Milagrosa, de Santa Catarina Labouré, no século XIX, inclui uma letra M, representando a Virgem Maria sob a Cruz.

## Sete dores de Maria
O episódio de Maria aos pés da cruz é o quinto das Sete dores de Maria, venerada pelos cristãos como Nossa Senhora das Dores.
A devoção à Mater Dolorosa iniciou-se em 1221, no Mosteiro de Schönau, na Germânia. Em 1239, a sua veneração no dia 15 de Setembro teve início em Florença, na Itália, pela Ordem dos Servos de Maria (Ordem dos Servitas). Deve o seu nome às Sete Dores da Virgem Maria:
- A profecia de Simeão sobre Jesus (Lucas 2:34–35)
- A fuga da Sagrada Família para o Egito (Mateus 2:13–21);
- O desaparecimento do Menino Jesus durante três dias (Lucas 2:41–51);
- O encontro de Maria e Jesus a caminho do Calvário (Lucas 23:27–31);
- Maria observando o sofrimento e morte de Jesus na Cruz - Stabat Mater (João 19:25–27);
- Maria recebe o corpo do filho tirado da Cruz (Mateus 27:55–61);
- Maria observa o corpo do filho a ser depositado no Santo Sepulcro (Lucas 23:55–56).

¨Aos pés da cruz - disse o Papa Francisco - é a mulher da dor e, ao mesmo tempo, da vigilante espera de um mistério, maior que a dor, que está para se cumprir. Tudo parece realmente acabado; poderíamos dizer que toda a esperança se apagou. Também ela, naquele momento, poderia ter exclamado recordando as promessas da anunciação: não se cumpriram, fui enganada. Mas não o disse. Contudo ela, bem-aventurada porque acreditou, desta sua fé vê brotar um futuro novo e aguarda com esperança o amanhã de Deus¨.
É uma das representações artísticas mais frequentes da Virgem Maria Dolorosa, com os temas da Mater Dolorosa e da Pietà. Nas representações do Stabat Mater, a Virgem Maria é retratada como atriz e espectadora na cena, um emblema místico da fé no Salvador Crucificado. Figura ideal, ela é ao mesmo tempo a mãe de Cristo e a Igreja personificada.

## Galeria de imagens

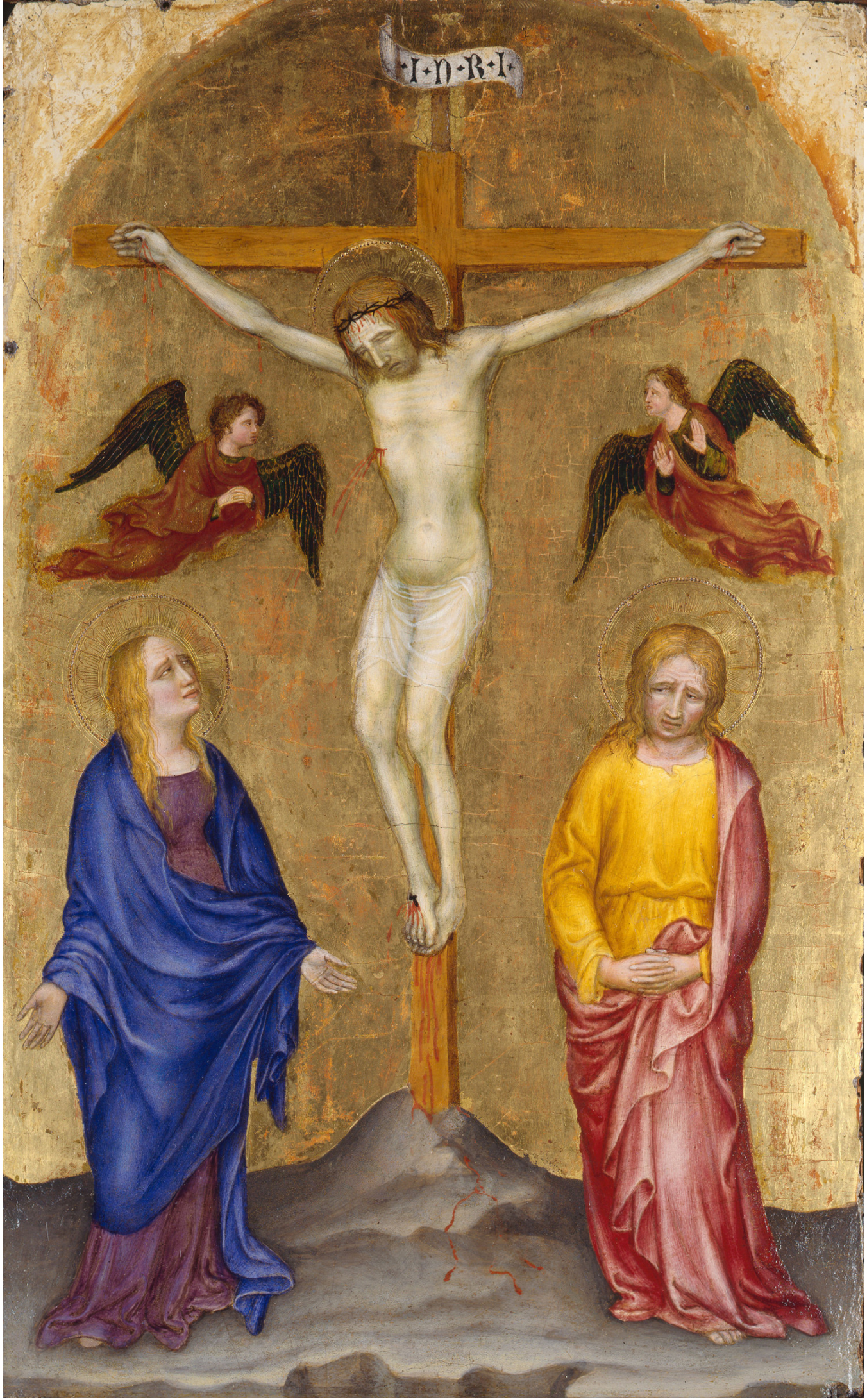
Gentile da Fabriano, c. 1400–1410
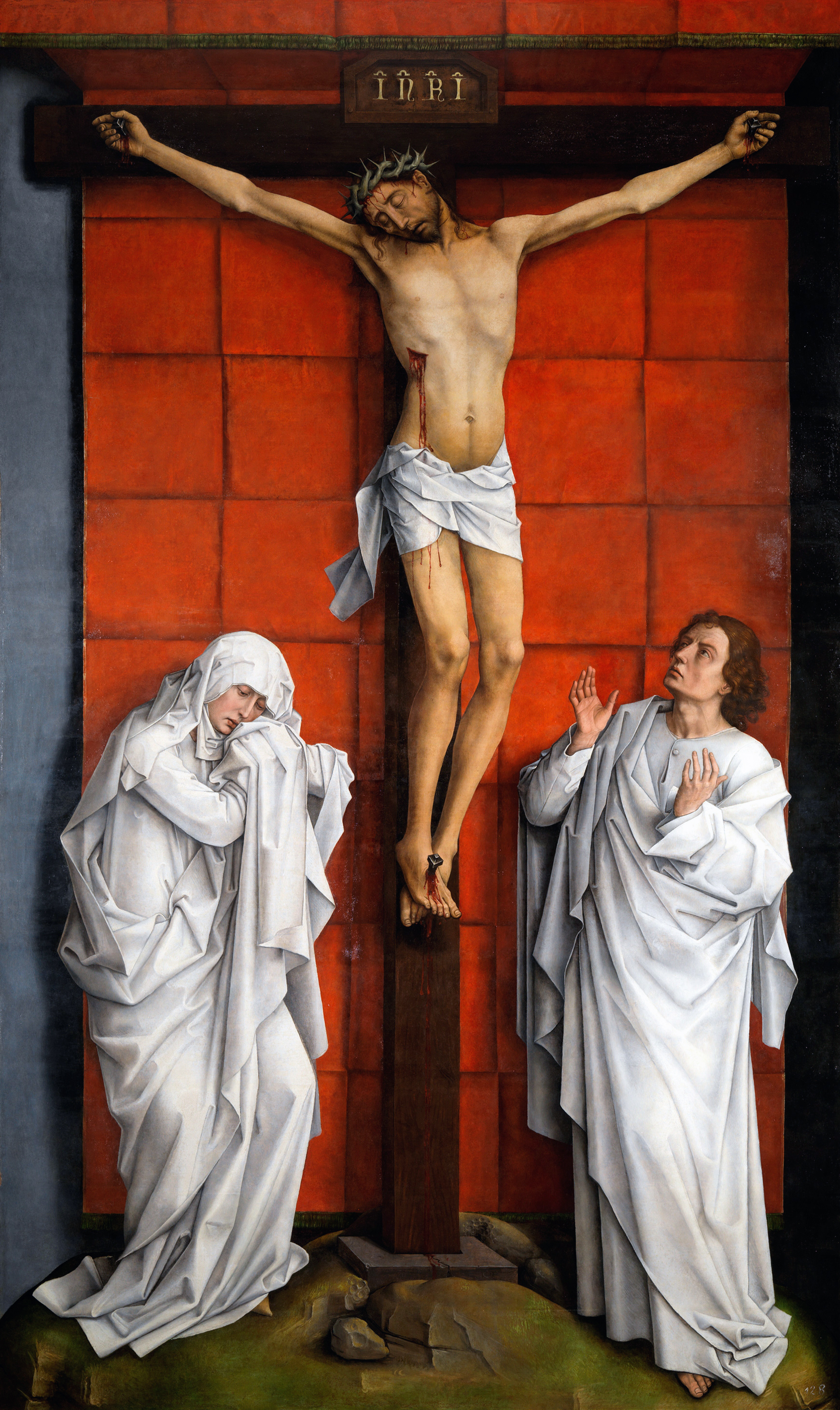
Rogier van der Weyden, c. 1460
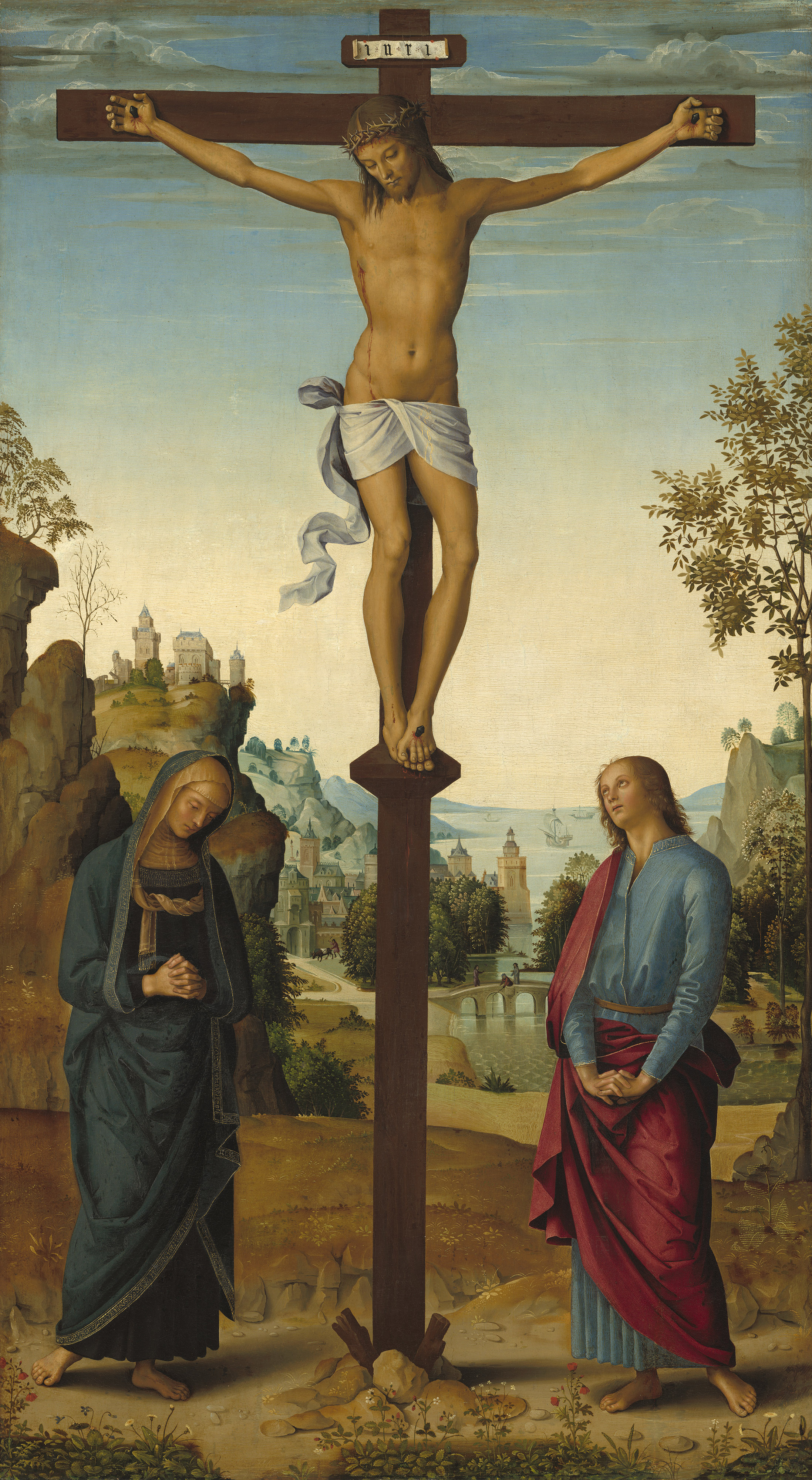
Pietro Perugino, c. 1482
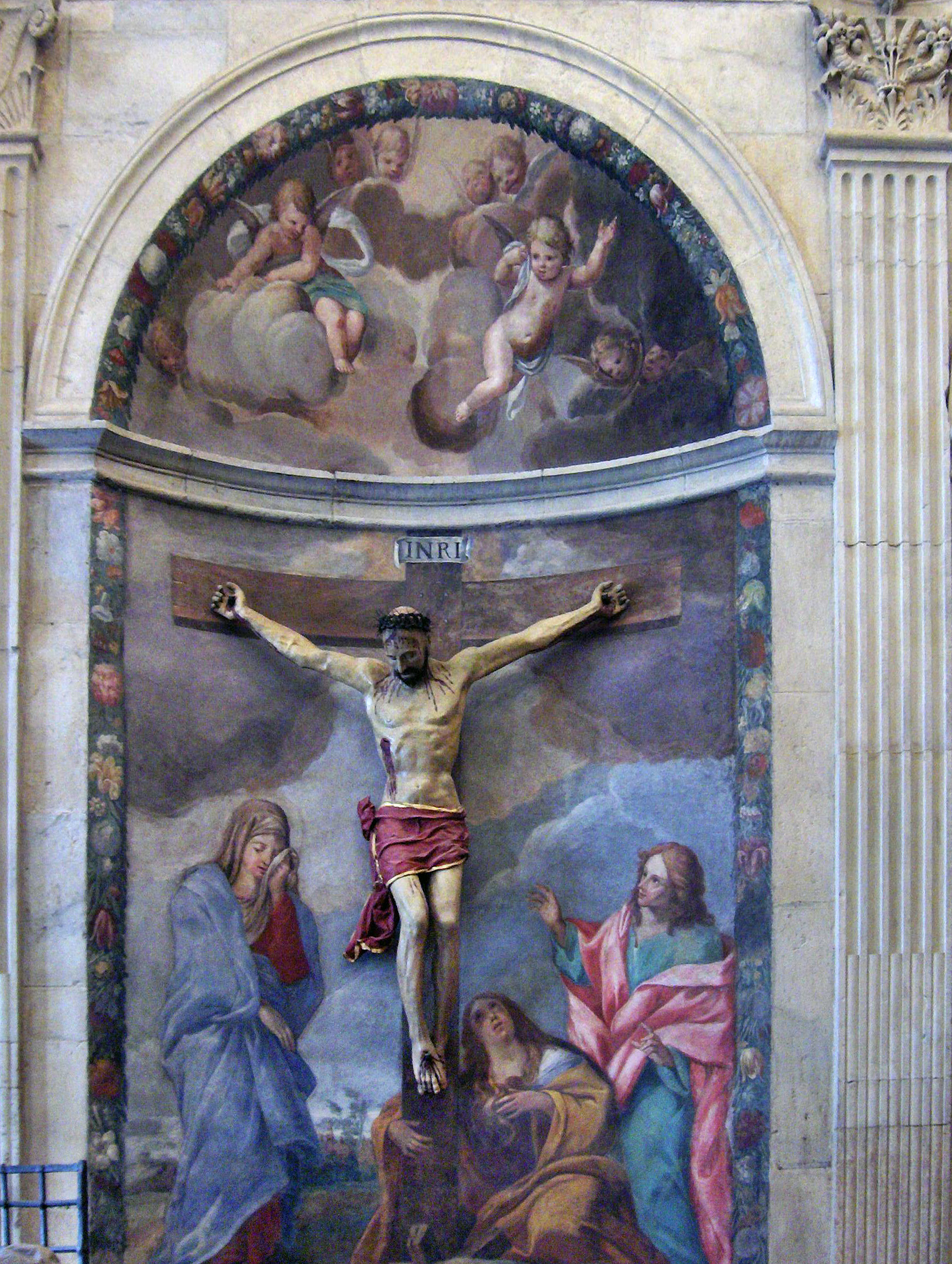
Noël Quillerier, Oratorio della Nunziatella, Foligno, 1625–1626
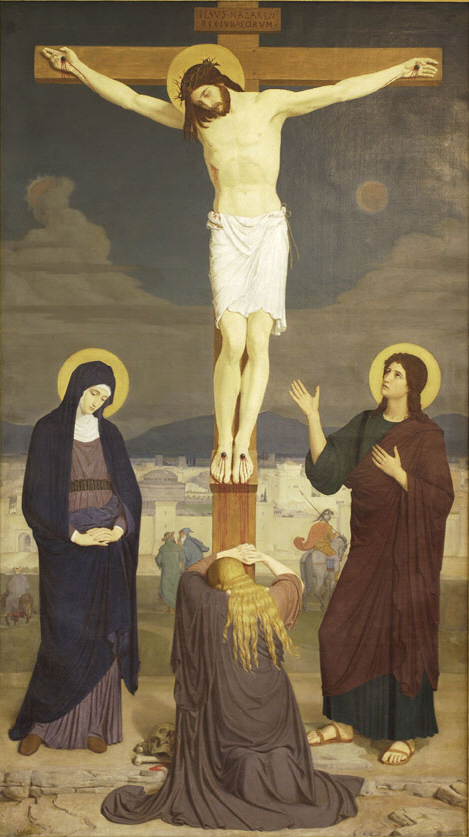
Gabriel Wuger, 1868
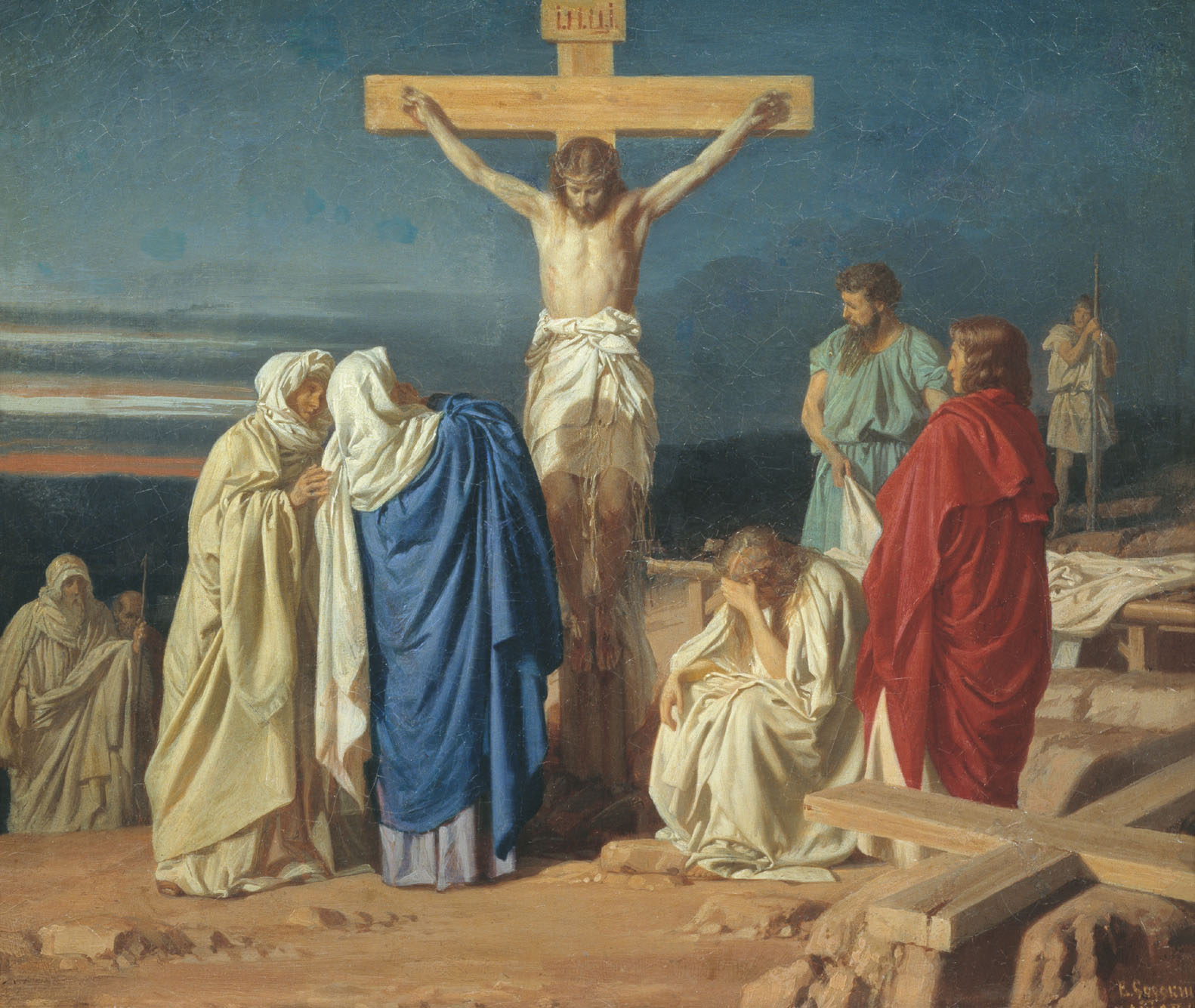
Evgraf Semenovich Sorokin, 1873

## Stabat Materna música
Stabat Mater foi tema de um poema atribuído a Jacopone da Todi e foi musicado por muitos compositores, como Antonio Vivaldi, Rossini, Dvořák e Pergolesi, Giovanni Pierluigi da Palestrina, Marc-Antoine Charpentier, Joseph Haydn, Emanuele d'Astorga, Charles Villiers Stanford, Charles Gounod, Krzysztof Penderecki, Francis Poulenc, Karol Szymanowski, Alessandro Scarlatti, Domenico Scarlatti, Arvo Pärt, Giuseppe Verdi, Zoltán Kodály, e muitos outros.